# Liste der Besitzungen des Klosters Limburg
Die Liste der Besitzungen des Klosters Limburg führt die Besitzungen und Rechte des Klosters Limburg a. d. Haardt auf.

## Liste
| Erst- erwähnung | Verlust   | Besitz                                       | Anmerkung |
| 1035            |           | Dürkheim (heute: Bad Dürkheim)               | [ 1 ] |
| 1035            |           | Wachenheim                                   | [ 2 ] |
| 1035            |           | Schifferstadt                                | [ 3 ] |
| 1035            |           | Grethen                                      | [ 4 ] |
| 1035            |           | Eichen                                       | [ 5 ] |
| 1035            |           | Sindlingen                                   | [ 6 ] |
| 1035            |           | Fauerbach                                    | Bei Manchot, S. 7: „Feuerbach“. Entweder Friedberg-Fauerbach oder Fauerbach (Nidda) |
| 1035            |           | Sulzbach                                     | [ 7 ] |
| 1035            |           | Limburger Hof                                | [ 8 ] |
| 1116            |           | Kirche in Friedelsheim                       | [ 9 ] |
| 1134            |           | 1/3 von Friedelsheim                         | [ 10 ] |
|                 | 1142      | Weinberge                                    | Davon 125 Morgen an das Bistum Speyer abgetreten (Manchot, S. 7). |
| 1148            | 1428/1561 | Cyriacuskloster Naumburg (heute: Nidderau).  | Das Kloster Limburg bezeichnete seine Außenstelle in der Wetterau als „Propstei Naumburg“. 1428 verkaufte es den zu Naumburg gehörenden Zehnt in Groß- und Klein-Karben (Manchot, S. 22), 1561 die gesamte Propstei für 18.000 Gulden an Graf Philipp III. von Hanau-Münzenberg (Manchot, S. 33). |
| 1153?           |           | Gut in Friedelsheim                          | Zukauf |
| 1179            |           | Zehnt zu Schönfeld                           | Freistellung des Nonnenklosters Schönfeld (Dürkheim, heute Bad Dürkheim) von der Zahlung der Zehnt. |
| 1222            |           | Kloster Hausen                               | Die Besitzungen des aufgehobenen („benachbarten“) Klosters Hausen (?) werden dem Kloster Limburg zugeschlagen. |
| 1231            |           | Pfarrbesetzungsrecht zu Hartenburg           | [ 15 ] |
|                 | 1231      | Güter in Rossdorf ?                          | Vergabe von Lehen an die Antoniter in Rossdorf |
| 1279            |           | Pfarrei Weidenthal                           | [ 17 ] |
| vor 1298        |           | Burg Frankenstein                            | [ 18 ] |
| 1335            |           | Hofgut in Friedelsheim                       | Kauf |
| vor 1378        |           | Salzquelle auf dem Brühel bei (Bad) Dürkheim | [ 20 ] |
| 1402            |           | Pfarrei Bruchköbel                           | [ 21 ] |
| 1402            |           | Pfarrei Sulzbach                             | [ 22 ] |
| 1447 / 1516     |           | Kloster Schönfeld, (Bad) Dürkheim            | [ 25 ] |
| 1462            |           | Burg Friedelsheim                            | [ 26 ] |
| 1505            |           | Pfarrei Erpolzheim                           | [ 27 ] |
| 1505            |           | Pfarrei Vendersheim                          | [ 28 ] |
| 1505            |           | Pfarrei Fürth                                | [ 29 ] |
| vor 1515        |           | Holzrechte in Sommertal (Lambsheim ?)        | [ 30 ] |
| vor 1515        |           | Holzrechte in Walzen (Lambsheim ?)           | [ 31 ] |
|                 | 1516      | Hundshaus in Schifferstadt                   | An die Kurpfalz |